# Lucien Boucher
Pour les articles homonymes, voir Boucher.
Lucien Boucher est un dessinateur, graveur, affichiste et illustrateur français né à Chartres le 26 décembre 1889 et mort à Paris 19e le 6 février 1971.

## Biographie
Diplômé de l’École de céramique de Sèvres, il commence sa carrière en tant que caricaturiste pour l'hebdomadaire humoristique Le Rire et contribue également à quelques numéros de Fantasio.
Il se consacre principalement à partir des années 1920 à la création d'affiches pour le cinéma et la publicité et réalise de nombreuses lithographies inspirées du surréalisme. Il est connu principalement pour une série d'affiches publicitaires et de planisphères réalisés pour Air France.

## Œuvres illustrées
- Homère (Attribué à), La Batrachomyomachie, Paris, Marcel Seheur, 1920
- Mario Meunier, Images de la Vie des Prisonniers de Guerre, Paris, Marcel Seheur, 1920, Préface de Pierre Mac Orlan
- Vivant Denon, Point de lendemain, Paris, Marcel Seheur, 1920
- Pierre Matras, La Vieille Valse", Paris, Marcel Seheur, 1920. Préface de Pierre Mac Orlan.
- Mario Meunier, Fabliaux du Moyen-Age, 3 vols, Paris, Marcel Seheur, 1921-1924-1925.
- Pierre Mac Orlan, Boutiques de la Foire, Paris, Marcel Seheur, 1926
- Aristophane, Les Oiseaux, adaptation de Mario Meunier, Paris, Marcel Seheur, 1928
- François Villon, Poésies, texte établi par M. Louis Thuasne (aquarelles), 1930
- Fernand Fleuret, Le sixiesme livre des haultz faitz et dictz de Pantagruel, Épernay, Maison Moët et Chandon, 1933.
- Gabriel Chevallier, Clochemerle, Éditions  Rieder, Paris, 1936
- Paul Tuffrau, Le Roman de Renart (version nouvelle), L'Artisan du Livre (Elvire Choureau), 1942
- Théophile Gautier, Le Capitaine Fracasse, coll. « Mazarine », Gründ, 1944
- André Chamson, Le Dernier village, in Les Lettres françaises no 78, samedi 20 octobre 1945, p. 6
- Léon Daudet, Les Morticoles, éditions Valère, Paris, 1939.